# スウィングス (小惑星)
スウィングスまたはスウィング (1637 Swings) は小惑星帯に位置する小惑星である。ベルギーの天文学者ヨーセフ・フーナーツがユックルのベルギー王立天文台で発見した。
ベルギーの天文学者ポール・スウィングスから命名された。